# El abuelo (obra de teatro)
El abuelo es una pieza de teatro en cinco actos de Benito Pérez Galdós, adaptación de su novela homónima y estrenada en el Teatro Español de Madrid el 14 de febrero de 1904.

## Argumento
Tras la muerte de su hijo, Don Rodrigo, el Conde de Albrit regresa de América a su pueblo con el objeto de descubrir cuál de sus dos nietas es la legítima. Lucrecia, madre de las dos hijas (Dorotea y Leonor), decide engañar al abuelo diciéndole que Dorotea es su nieta. El abuelo se encariña de la niña y entonces Lucrecia le dice que su nieta realmente es Leonor. El abuelo, finalmente, aprende a querer a sus dos nietas, olvidando el honor.

## Representaciones destacadas
- Teatro Español, Madrid, 1904 (Estreno). Intérpretes: Fernando Díaz de Mendoza (en el papel que 94 años después repetiría su nieto Fernando Fernán Gómez), Felipe Carsi y María Cancio.
- Teatro Español, Madrid, 1920. Intérpretes: Enrique Borrás, Margarita Xirgú, María de la Riva, Adela Calderón, Alberto Romea.
- Centro Cultural de la Villa de Madrid, Madrid, 2007. Adaptación de J. Altamira y C. Villacís, con el título La duda y cambiando el sexo del personaje central. Dirección: Ángel Fernández Montesinos. Intérpretes: Nati Mistral, Marisa Segovia, Emiliano Redondo, Esperanza Alonso.

## Adaptación para televisión
Fue emitida en el espacio Estudio 1, de Televisión española, el 18 de febrero de 1969, con el siguiente reparto: Rafael Rivelles, María Fernanda D'Ocón, José Franco, Enrique Vivó, Modesto Blanch, Emiliano Redondo, José Blanch, José María Navarro, Josefina Robeda, Lola Lemos, Blanca Sendido, Magda Rotger, Isabel María Pérez y María Elena Montoya.

## Versiones cinematográficas
De la novela de Benito Pérez Galdós se han realizado cuatro adaptaciones cinematográficas:
- El abuelo, una película española de cine mudo, rodada en 1925 y dirigida por José Buchs.
- El abuelo, es un filme argentino dramático de 1954, dirigido por Román Viñoly Barreto y escrito por Emilio Villalba Welsh.
- La duda, película española que se estrenó en 1972, dirigida por Rafael Gil y protagonizada por Fernando Rey.
- El abuelo, una película española de 1998 dirigida por José Luis Garci y candidata al Óscar de Hollywood.